# Имитационное моделирование
Имитационное моделирование (англ. simulation modeling) — метод исследования, при котором изучаемая система заменяется моделью, с достаточной точностью описывающей реальную систему (построенная модель описывает процессы так, как они проходили бы в действительности), с которой проводятся эксперименты с целью получения информации об этой системе. Такую модель можно «проиграть» во времени, как для одного испытания, так и заданного их множества. При этом результаты будут определяться случайным характером процессов. По этим данным можно получить достаточно устойчивую статистику. Экспериментирование с моделью называют имитацией (имитация — это постижение сути явления, не прибегая к экспериментам на реальном объекте).

## Определение
Имитационное моделирование — это частный случай математического моделирования. Существует класс объектов, для которых по различным причинам не разработаны аналитические модели, создание аналитической модели принципиально невозможно, не разработаны методы решения полученной модели либо решения неустойчивы. В этом случае аналитическая модель заменяется имитатором или имитационной моделью.
В отличие от аналитического решения дифференциальных уравнений, в результате которых получается формула, чётко указывающая, какие параметры влияют на моделируемую систему и как эти параметры связаны друг с другом, в результате имитационного моделирования получается набор чисел, не позволяющий установить связь между параметрами.
Имитационным моделированием иногда называют получение частных численных решений сформулированной задачи на основе аналитических решений или с помощью численных методов.
Имитационная модель — логико-математическое описание объекта, которое может быть использовано для экспериментирования на компьютере в целях проектирования, анализа и оценки функционирования объекта.

## Применение имитационного моделирования
К имитационному моделированию прибегают, когда:
- дорого или невозможно экспериментировать на реальном объекте;
- невозможно построить аналитическую модель: в системе есть время, причинные связи, последствие, нелинейности, стохастические (случайные) переменные;
- необходимо сымитировать поведение системы во времени.

Цель имитационного моделирования состоит в воспроизведении поведения исследуемой системы на основе результатов анализа наиболее существенных взаимосвязей между её элементами или разработке симулятора (англ. simulation modeling) исследуемой предметной области для проведения различных экспериментов.

## Виды имитационного моделирования

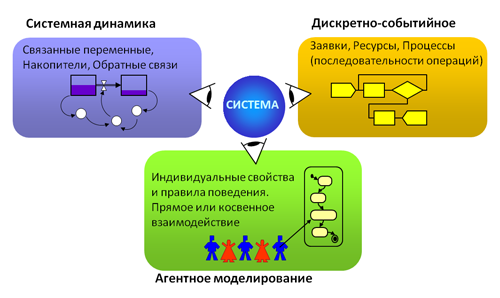
Три подхода имитационного моделирования

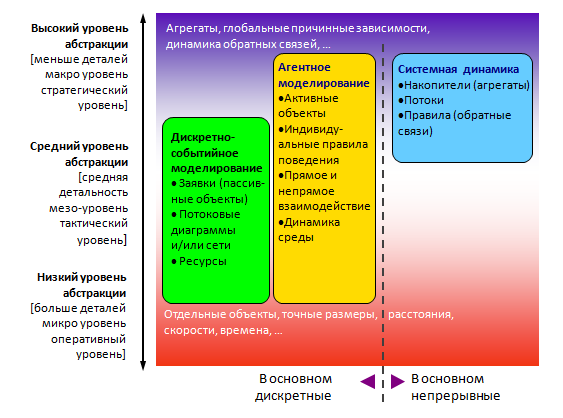
Подходы имитационного моделирования на шкале абстракции

- Дискретно-событийное моделирование — подход к моделированию, предлагающий абстрагироваться от непрерывной природы событий и рассматривать только основные события моделируемой системы, такие, как: «ожидание», «обработка заказа», «движение с грузом», «разгрузка» и другие. Дискретно-событийное моделирование наиболее развито и имеет огромную сферу приложений — от логистики и систем массового обслуживания до транспортных и производственных систем. Этот вид моделирования наиболее подходит для моделирования производственных процессов. Основан Джеффри Гордоном в 1960-х годах.

- Системная динамика — парадигма моделирования, где для исследуемой системы строятся графические диаграммы причинных связей и глобальных влияний одних параметров на другие во времени, а затем созданная на основе этих диаграмм модель имитируется на компьютере. По сути, такой вид моделирования более всех других парадигм помогает понять суть происходящего выявления причинно-следственных связей между объектами и явлениями. С помощью системной динамики строят модели бизнес-процессов, развития города, модели производства, динамики популяции, экологии и развития эпидемии. Метод основан Джеем Форрестером в 1950 годах.

- Агентное моделирование — относительно новое (1990-е-2000-е гг.) направление в имитационном моделировании, которое используется для исследования децентрализованных систем, динамика функционирования которых определяется не глобальными правилами и законами (как в других парадигмах моделирования), а наоборот, когда эти глобальные правила и законы являются результатом индивидуальной активности членов группы. Цель агентных моделей — получить представление об этих глобальных правилах, общем поведении системы, исходя из предположений об индивидуальном, частном поведении её отдельных активных объектов и взаимодействии этих объектов в системе. Агент — некая сущность, обладающая активностью, автономным поведением, может принимать решения в соответствии с некоторым набором правил, взаимодействовать с окружением, а также самостоятельно изменяться.

## Области применения
- Бизнес-процессы
- Бизнес-симуляция
- Боевые действия
- Динамика населения
- Дорожное движение
- Железнодорожные перевозки
- ИТ-инфраструктура
- Математическое моделирование исторических процессов
- Логистика
- Пешеходная динамика
- Производство
- Рынок и конкуренция
- Сервисные центры
- Цепочки поставок
- Уличное движение
- Управление проектами
- Экономика здравоохранения
- Экосистема
- Информационная безопасность
- Релейная защита

## Системы имитационного моделирования
Платные
- BFG
- AnyLogic
- Plant Simulation

Бесплатные
- GPSS

Свободные
- Scilab
- Maxima
- JModelica.org[2]
- OpenModelica Архивная копия от 14 января 2018 на Wayback Machine
- Scicos Архивная копия от 30 ноября 2018 на Wayback Machine

## Реализация имитационного моделирования
Для реализации имитационного моделирования разрабатываются алгоритмы численного решения дифференциальных уравнений. Дифференциальные уравнения и их системы могут быть решены численными методами. Исходя из этого, для динамических систем высокого порядка со многими входами и выходами, а также сложной структурой внутренних связей и большим числом вносимых возмущений метод имитационного моделирования является практически единственным инструментом исследования. Причем методом имитационного моделирования обычно исследуется система в рабочем состоянии, состоящая из объекта регулирования и управляющего устройства.